# Teresa Flores
Teresa Flores, née à Iquique le 4 janvier 1890 et morte à Santiago le 5 octobre 1952 est une dirigeante syndicale chilienne, anarcho-syndicaliste et féministe. Elle est fondatrice et membre du parti ouvrier socialiste, qui deviendra en 1922 le Parti Communiste.

## Biographie
Teresa Flores naît le 4 janvier 1890 à Iquique, dans une famille ouvrière. Sa mère, María Flores y López, est couturière à Iquique. On connaît très peu de chose sur son enfance, ce que l'on sait, c'est que dès son plus jeune âge elle s'intéresse à la condition ouvrière et à la lutte de la classe ouvrière contre la bourgeoisie.
En 1912 elle épouse, Luis Emilio Recabarren avec qui elle restera jusqu'en 1924, date du décès de celui-ci.
Le 4 juin 1912, aux côtés de son compagnon Luis Emilio Recabarren et d'une trentaine de travailleurs du nitrate, elle fonde le Parti ouvrier socialiste (POS) à Iquique. Elle est la seule femme parmi les fondateurs du parti.
Elle participe à l'écriture du journal ouvrier "El Despertar".
Elle est l'amie de l'activiste anticléricale et anarchiste espagnole Belén de Sárraga, qui se rend au Chili en 1913, pour donner des conférences publiques à Antofagasta, Iquique, Santiago et Pisagua.
Au départ de Belén de Sárraga, elle crée le "Centro Anticlerical y de Libre Pensamiento Belén de Sárraga" à Iquique et à Antofagasta. Elle en est la secrétaire puis la présidente. Ces centres donnent des outils pour la formation politique des femmes. Ils proposent d'améliorer les compétences oratoires et de positionner des femmes en leadeuses politiques, syndicales et sociales. Les thèmes qui y sont abordés sont la promotion de la laïcité, la dénonciation du coût élevé de la vie, la promotion de l'émancipation des femmes, des campagnes de lutte contre l'alcoolisme, des projets de transformation sociale et d'autres sujets progressistes.
Elle écrit dans le journal ouvrier "El Despertar" le 10 avril 1913 : "Permettez-moi, depuis les colonnes de notre journal, de faire savoir aux lecteurs d'Iquique que dans le port voisin d'Antofagasta a été organisé vendredi dernier un centre pour femmes libres pensantes que j'appelle "Belén de Sarraga" en mémoire et en hommage à la courageuse femme qui, pour avoir prêché la libération de la conscience, a essuyé les rudes attaques du clergé. J'invite mes ami.e.s et collègues à organiser ici à Iquique un centre similaire à celui d'Antofagasta. Je me permets d'inviter les femmes de tout âge qui souhaitent adhérer à cette idée à venir dans nos locaux signer un acte d'adhésion à ce travail, afin de tenir une réunion dès qu'i y aura 20 signatures ou plus."  
La première conférence a lieu le 17 mai 1913, dans les locaux du journal El Despertar. L'ordre du jour porte sur la proposition de la création d'un Conseil fédéral féminin au sein de la Fédération ouvrière du Chili Fédération ouvrière du Chili (FOCH).
Teresa Flores initie le mouvement de 'La grève des cuisines". Les femmes s'organisent dans leur foyer et refusent de cuisiner ou d'effectuer du travail reproductif. Cette grève permet la syndicalisation des femmes qui quittent leur maison et de pousser les maris à faire de même. N'ayant personne pour effectuer ce travail au foyer, les travailleurs rejoignent leurs femmes en assemblée générale, se syndiquent et font grève pour de meilleures conditions de vie.
“Nous avons travaillé dans les syndicats, c’est là qu’est née la proposition féminine la plus brillante de ces années-là : La grève des cuisines.”
En 1922, Teresa Flores devient membre du Conseil exécutif fédéral (FOCH).
Elle apparaît quelques instants dans le court film sur les funérailles de son compagnon Luis Emilio Recabarren en 1924.
C'est l'une des figures majeures du féminisme et du syndicalisme au Chili.